# Niklas Kaul
Niklas Kaul (* 11. února 1998 Mohuč) je německý atlet, specializující se na atletické víceboje. 

## Kariéra
Kaul uzačínal jako házenkář a z tohoto sportu si odnesl také skvělé oštěpařské schopnosti (oštěp je jeho nejsilnější disciplínou, s osobním rekordem 79,05 metru). Jeho největší úspěch přišel v roce 2019, kdy se stal mistrem světa v desetiboji v katarském Dauhá, kde nasbíral celkem 8691 bodů a vytvořil si tak osobní rekord. Již v letech 2016 a 2017 se stal desetibojařským mistrem světa a Evropy (resp.) v kategoriích do 20 let a je také držitelem světového rekordu v desetiboji v této věkové kategorii. V roce 2019 se také stal mistrem světa v desetiboji v kategorii do 23 let výkonem 8572 bodů.
Dne 16. 8. 2022 se Kaul stal mistrem Evropy v desetiboji výkonem 8545 bodů, když zakončil skvělými výkony v oštěpu (76,05 metru) a v běhu na 1500 metrů (čas 4:10,04 min.).

## Osobní rekordy
- Desetiboj - 8691 bodů (Dauhá, 2019)